# Zimmersheim
Zimmersheim là một xã trong tỉnh Haut-Rhin, vùng Grand Est ở đông bắc Pháp. Xã này có diện tích 3,15 kilômét vuông, dân số năm 1999 là 1036 người. Khu vực này có độ cao 268 mét trên mực nước biển.